# Nina Roos
Nina Roos, född 1956 i Borgå i Finland, är en finländsk konstnär.
Hon utbildade sig vid Grundskolan för konstnärlig utbildning i Stockholm år 1981–1982 och 1983–1988 vid
Bildkonstakademin i Helsingfors.
I början av sin karriär arbetade  Nina Roos med zinkplåt, som hon bearbetade kemiskt och mekaniskt. Sedan början av 1990-talet har hon målat på akrylplast.
Nina Roos har deltagit på en lång rad internationella utställningar, bland annat på Biennalen i Venedig år 1995. Hon fick 1998 Carnegie Art Awards tredjepris och 2004 Carnegie Art Awards förstapris.  Hon fick Pro Finlandia-medaljen 2007 och Prins Eugen-medaljen 2009. 
Nina Roos bor och arbetar i Helsingfors och gästföreläser på Konsthögskolan i Malmö. Hon var professor i målning på Konstuniversitetet år 2000–2003 och är representerad på bland annat Amos Andersons konstmuseum i Helsingfors, ArtPace i San Antonio, Texas, USA Göteborgs konstmuseum, Helsingfors konstmuseum, Kiasma i Helsingfors, Malmö konstmuseum samt Moderna Museet i Stockholm.